# Oxisch

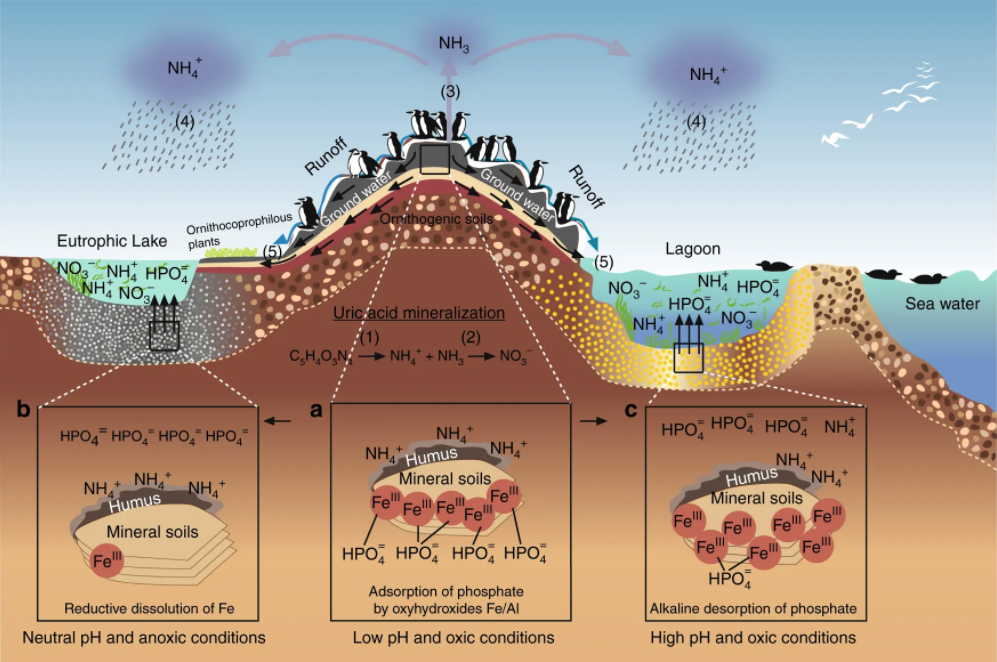
Beispiel Eutrophierung durch Seevögel: Schematische Darstellung gekoppelter Prozesse der lokalen und regionalen Umwelteffekte in Seevogelkolonien. Kolonien können als Nährstoff-Hotspots betrachtet werden, insbesondere für N und P. Stickstoff ist der Schlüsselnährstoff in Meeresumgebungen und Phosphor in kontinentalen Gewässern. Beide kommen in hohen Konzentrationen im Kot von Seevögeln vor. Harnsäure ist die dominierende N-Verbindung, während ihrer Mineralisierung entstehen verschiedene N-Formen: (1) Ammonifikation erzeugt NH_{3} und NH_{4}^{+}, und (2) Nitrifikation produziert NO_{3}^{−} durch NH_{4}^{+}-Oxidation. Unter den alkalischen Bedingungen, die typisch für den Kot von Seevögeln sind, wird der NH_{3} schnell volatisiert (3) und in NH_{4}^{+} umgewandelt, der aus der Kolonie transportiert und durch feuchte Ablagerung in entfernte Ökosysteme exportiert wird, die eutrophiert werden (4). In ähnlicher Weise können Nährstoffe in der Kolonie ausgelaugt und durch Abfluss und Grundwasserversickerung (5) transportiert werden, was in den Fällen (4) und (5) Umweltauswirkungen auf regionaler Ebene erzeugt. Andererseits kann NH_{4}^{+} im Boden (ornithogene Böden) von Organomineralien adsorbiert werden und als austauschbares Kation verbleiben (Panel a). Der Boden NH_{4}^{+} in der Kolonie kann durch Nitrifikationsprozesse zu Nitrat oxidiert und schnell in unterirdische oder oberflächliche Gewässer gespült werden, wodurch nahe gelegene Ökosysteme eutrophiert werden (lokale Auswirkungen, 5). In beiden Fällen können NO_{3}^{−} und NH_{4}^{+} Bäche und kleine Seen erreichen und diese eutrophieren (regionaler Einfluss). Der Phosphorkreislauf ist einfacher und hat eine eher eingeschränkte Mobilität. Dieses Element kommt in einer Reihe von chemischen Formen im Fäkalien von Seevögeln vor, aber das mobilste und bioverfügbarste ist Orthophosphat (HPO_{4}^{=}), das in unterirdische oder oberflächliche Gewässer verflüssigt (gelöst) werden kann (5). Ein wichtiger Teil des P kann jedoch durch Fe/Al-Oxyhydroxide in sauren Böden adsorbiert werden. Durch Erosion können diese Kolloide in anoxisches Süßwasser oder Mündungssedimente gelangen, wo P durch die reduktive Auflösung von Fe(III)-oxyhydroxiden an die Wassersäule freigesetzt wird (Panel b). Wenn die Kolloide oxische Meeressedimente erreichen, kann P immer noch durch alkalische Desorption an das Wasser abgegeben werden (Panel c), ein Prozess, der Änderungen in der Oberflächenladung von Fe/Al-Oxyhydroxiden beinhaltet. In beiden Fällen kommt es zu einer Wassereutrophierung.

Oxisch (auch oxysch oder oxyisch) bedeutet „oxidierend“ oder als engerer Begriff „Sauerstoff enthaltend“. Das Gegenteil ist anoxisch.
Oxische Systeme haben ein hohes Redoxpotential.
Der Ausdruck „oxisch“ wird besonders zur Charakterisierung der Umgebung von Lebewesen wie Gewässer, Gewässersedimente, Böden und künstliche Anlagen verwendet. In einem oxischen System können nur Organismen aktiv sein, die Sauerstoff vertragen oder sogar auf Sauerstoff angewiesen sind (fakultative Anaerobier bzw. obligate Aerobier). Das Begriffspaar oxxisch/anoxisch wird oft zur Beschreibung submariner Lebensräume herangezogen.
Auch bei der Veränderung durch die Große Sauerstoffkatastrophe wird von einer Wandlung von anoxischen zu oxischen Bedingungen gesprochen.